# Kirajzás
A Kirajzás (angolul: Outbound Flight) Timothy Zahn 2006. január 31-én megjelent Csillagok háborúja könyve. A könyvet Magyarországon magyar fordításban a Szukits Könyvkiadó adta ki 2008-ban. A könyv borítójának grafikáját Dave Seeley készítette.
A könyv cselekménye a Thrawn-trilógia előzménykötete, a Yavini csata előtt 27 évvel játszódik.
A könyv cselekménye a Kirajzás nevezetű expedíciós projektet mutatja be. A Kirajzásban 6 Jedi mester, 12 Jedi lovag és 50 000 telepes vett részt. Az expedíciós projekt célja az Ismeretlen Régiókba értelmes – és erőérzékeny – lények felkutatása. A Kirajzás Jorus C'baoth Jedi-mester nagy álma. A Kirajzás résztvevői az Ismeretlen Régiókba belépve a Chiss Birodalommal találják szembe magukat.

## Magyarul
- Kirajzás; ford. Szente Mihály; Szukits, Szeged, 2008

## Fordítás
- Ez a szócikk részben vagy egészben  az   Outbound Flight című angol Wikipédia-szócikk ezen változatának fordításán alapul.  Az eredeti cikk szerkesztőit annak laptörténete sorolja fel. Ez a jelzés csupán a megfogalmazás eredetét és a szerzői jogokat jelzi, nem szolgál a cikkben szereplő információk forrásmegjelöléseként.